# بنيامين إنريكيز
بنيامين إنريكيز (مواليد 30 سبتمبر 1929) هو ملاكم فلبيني، مثّل بلاده في الألعاب الأولمبية الصيفية 1952.

## روابط خارجية
بنيامين إنريكيز على موقع أوليمبيديا (الإنجليزية)